# 넓적빗해파리목
넓적빗해파리목(Platyctenida)은 외부기생성이고 기거나 고착하여 납작하다. 축을 가지고 등과 배로 나뉜다. 위수관계는 짧다. 즐판열은 있거나 없고, 생식선은 적도관에 있다. 촉수초가 있고, 평형기도 있다. 다계통군으로 간주되고 있다.

## 하위 과
- 납작빗해파리과 (Coeloplanidae) - 꽃별납작빗해파리, 장납작빗해파리 포함.
- Ctenoplanidae
- 리라빗해파리과 (Lyroctenidae)
- Savangiidae
- Tjalfiellidae